# Kerstin Kielgass
Kerstin Kielgass (Berlino Est, 6 dicembre 1969) è un'ex nuotatrice tedesca.
Atleta capace di nuotare ad altissimi livelli dai 100 m fino agli 800 m sl, la Kielgass ha vinto 3 medaglie olimpiche: un bronzo individuale nei 200 m sl a Barcellona 1992 e due in staffetta, argento ad Atlanta 1996 e bronzo a Sydney 2000 sempre nella 4x200 m sl.
Vincitrice anche di due titoli mondiali nei campionati di Perth 1991 e 1998 nella 4x200 m sl.
Nel suo palmarès vi sono inoltre numerosi titoli europei (soprattutto in staffetta), ma anche due affermazioni individuali: nel 1995 a Vienna nei 200 m sl e nel 1997 a Siviglia negli 800 m sl.

## Palmarès
- Olimpiadi

Barcellona 1992: bronzo nei 200m sl e nella 4x100m sl.
Atlanta 1996: argento nella 4x200m sl.
Sydney 2000: bronzo nella 4x200m sl.
- Mondiali

Perth 1991: oro nella 4x200m sl e argento nella 4x100m sl.
Roma 1994: argento nella 4x200m sl e bronzo nella 4x100m sl.
Perth 1998: oro nella 4x200m sl.
- Mondiali in vasca corta

Rio de Janeiro 1995: argento nella 4x200m sl.
Goteborg 1997: argento negli 800m sl e bronzo nei 400m sl.
- Europei

Sheffield 1993: oro nella 4x100m sl e nella 4x200m sl e argento nei 400m sl.
Vienna 1995: oro nei 200m sl, nella 4x100m sl e nella 4x200m sl.
Siviglia 1997: oro negli 800m sl e nella 4x200m sl e bronzo nei 400m sl.
Istanbul 1999: oro nella 4x200m sl, argento nei 200m sl e nei 400m sl.